# Senden (Baviera)
Senden è una città tedesca situata nel land della Baviera.

## Storia

### Simboli
La fascia ondata rappresenta la posizione di Sender sul fiume Iller. Il giglio deriva dallo stemma dei Fugger (partito d'oro e d'azzurro, a due gigli dell'uno nell'altro) che dominarono sulla città per quasi 300 anni, dal 1507 quando Jakob Fugger di Augusta acquistò i primi terreni a Wullenstetten, fino al 1806.

## Amministrazione

### Gemellaggi
Senden è gemellata con:
- Piove di Sacco, dal 1998[3][4]